# Georg von Hertling

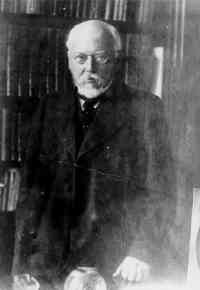
Georg von Hertling

Georg Friedrich Freiherr (sinds 1914 Graf) von Hertling (Darmstadt, 31 augustus 1843 - Ruhpolding (Opper-Beieren), 4 januari 1919) was een Duits filosoof en politicus (Zentrumspartei). Hij was premier van Beieren (1912-1917), Rijkskanselier en premier van Pruisen (1917-1918).

## Academische carrière
Hertling werd geboren te Darmstadt als telg uit een katholiek geslacht uit de Rijnpalts. Hij studeerde filosofie te München, Münster en Berlijn, waar hij in 1864 promoveerde. Te München was hij lid van de vooraanstaande katholieke studentenvereniging K.D.St.V. Aenania München in CV. Nadat hij te Bonn in 1876 het recht op een universiteit te doceren (Habilitation) had verkregen, werd hij aldaar privaatdocent. Wegens de Kulturkampf werd hij - als belijdend katholiek - echter pas in 1880 buitengewoon professor in Bonn. Deze ervaring droeg bij aan zijn leidende rol bij het stichten van de Görres-Gesellschaft zur Pflege der Wissenschaft im katholischen Deutschland, waarvan hij tot zijn dood in 1919 president bleef. In 1882 ging hij voor een gewoon professoraat naar München.

## Politieke carrière
Hertling was van 1875 tot 1890 en van 1896 tot 1912 als vertegenwoordiger van de Zentrumspartei lid van de Rijksdag (sinds 1909 als fractievoorzitter). In deze hoedanigheid hield hij zich eerst met sociaal-politieke vraagstukken en later vooral met Financiën en Buitenlandse Zaken bezig.
De Beierse prins-regent Luitpold benoemde hem op 9 februari 1912 tot voorzitter van de Beierse ministerraad. Gedurende de Eerste Wereldoorlog steunde hij rijkskanselier Theobald von Bethmann Hollweg. Hij weigerde Bethmann na diens val in juli 1917 op te volgen, maar aanvaardde deze functie na de korte ambtstijd van diens opvolger Georg Michaelis alsnog, hoewel hij reeds oud was.
Hertling leek als rijkskanselier (vanaf 1 november 1917) aan de voortschrijdende Parlamentarisierung van het regeringssysteem bij te dragen. Hij moest het vooraf met de meerderheidspartijen in de Rijksdag over zijn programma eens worden en Friedrich von Payer (links-liberaal) als vicekanselier en Robert Friedberg (rechts-liberaal) als plaatsvervangend minister-president als verbinding tussen hem en de partijen aanvaarden. Het lukte hem later echter niet tegen de Oberste Heeresleitung in een vrede zonder annexaties (Vrede van Brest-Litovsk, Vrede van Boekarest) of de door de meerderheidspartijen geëiste hervorming van het kiesstelsel te bewerkstelligen.
Op 3 oktober 1918 werd ook de door Hertling zelf als opvolger voorgedragen prins Max van Baden door keizer Wilhelm II benoemd tot rijkskanselier. Georg von Hertling stierf kort daarna, op 4 januari 1919. Uit zijn huwelijk met Anna von Biegeleben (1845-1919) had hij een zoon en vijf dochters, van wie er een vroeg stierf.
Karl August von Hardenberg · Christian Günther von Bernstorff · Johann Peter Friedrich Ancillon · Heinrich Wilhelm von Werther · Mortimer Maltzan · Heinrich von Bülow · Karl Ernst Wilhelm von Canitz und Dallwitz · Adolf Heinrich von Arnim-Boitzenburg · Heinrich Alexander von Arnim · Alexander von Schleinitz · Rudolf von Auerswald · August Heinrich Hermann von Dönhoff · Friedrich Wilhelm von Brandenburg · Heinrich Friedrich von Arnim-Heinrichsdorff-Werbelow · Friedrich Wilhelm von Brandenburg (a.i.) · Alexander von Schleinitz · Joseph von Radowitz · Otto Theodor von Manteuffel · Alexander von Schleinitz · Albrecht von Bernstorff · Otto von Bismarck · Herbert von Bismarck (a.i.) · Leo von Caprivi · Adolf Hermann Marschall von Bieberstein · Bernhard von Bülow · Theobald von Bethmann Hollweg · Georg Michaelis · Georg von Hertling · Max van Baden
Adolf Heinrich von Arnim-Boitzenburg · Ludolf Camphausen · Rudolf von Auerswald · Ernst von Pfuel · Friedrich Wilhelm von Brandenburg · Adalbert von Ladenberg (a.i.) · Otto Theodor von Manteuffel · Karel Anton van Hohenzollern-Sigmaringen · Adolf zu Hohenlohe-Ingelfingen (a.i.) · Otto von Bismarck · Albrecht von Roon · Otto von Bismarck · Leo von Caprivi · Botho zu Eulenburg · Chlodwig zu Hohenlohe-Schillingsfürst · Bernhard von Bülow · Theobald von Bethmann Hollweg · Georg Michaelis · Georg von Hertling · Max van Baden · Paul Hirsch · Heinrich Ströbel · Paul Hirsch · Otto Braun · Adam Stegerwald · Otto Braun · Wilhelm Marx · Otto Braun · Hermann Göring
Otto von Bismarck · Leo von Caprivi · Chlodwig zu Hohenlohe-Schillingsfürst · Bernhard von Bülow · Theobald von Bethmann Hollweg · Georg Michaelis · Georg von Hertling · Max von Baden · Friedrich Ebert · Hugo Haase · Philipp Scheidemann · Gustav Bauer · Hermann Müller · Konstantin Fehrenbach · Joseph Wirth · Wilhelm Cuno · Gustav Stresemann · Wilhelm Marx · Hans Luther · Hermann Müller · Heinrich Brüning · Franz von Papen · Kurt von Schleicher · Adolf Hitler · Joseph Goebbels · Johann Ludwig Schwerin von Krosigk
- Bibliothèque nationale de France: cb12473575k (data)
- CiNii: DA04392183
- Gemeinsame Normdatei: 118550071
- International Standard Name Identifier: 0000 0001 0888 3280
- Library of Congress Control Number: n82157541
- Nationale Bibliotheek van Letland: 000283047
- Mathematics Genealogy Project: 62116
- Nationale Bibliotheek van Tsjechië: skuk0000567
- Nationale Bibliotheek van Israël: 987007262686105171
- Nationale Bibliotheek van Polen: a0000001236491
- Nederlandse Thesaurus van Auteursnamen: 069937443
- Istituto Centrale per il Catalogo Unico: SBLV311808
- SNAC: w6q66vfv
- Système universitaire de documentation: 033928584
- Trove: 1533126
- Virtual International Authority File: 37017169
- WorldCat: E39PBJyMcvQDmFrbyBHkwwC4v3